# Helaman Pratt
Helaman Pratt (Iowa, 31 de mayo de 1846 - Colonia Dublán, 26 de noviembre de 1909) fue uno de los primeros líderes de La Iglesia de Jesucristo de los Santos de los Últimos Días en los estados de Nevada y Utah, y más tarde en México.

## Familia
Helaman era hijo de Parley P. Pratt y su esposa Mary Wood, nacida en Glasgow, padre del misionero Rey Pratt, abuelo del gobernador de Míchigan, George W. Romney, y bisabuelo del gobernador de Massachusetts, Mitt Romney. Nació en un carro cubierto durante una escala de una hora en el Mormon Trail cerca de Mount Pisgah, Iowa.

## Líder de la iglesia
En 1869, cuando se organizó la primera rama SUD en Overton, Nevada Pratt se desempeñó como presidente de rama.
De 1872 a 1873, fue presidente de la sucursal de Glenwood , Utah. Luego fue el jefe del grupo que fundó Prattville, Utah.

## Misionero en México
Pratt fue uno de los primeros misioneros en México, y en 1876 en Hermosillo, Sonora, Pratt y Meliton Trejo realizaron los primeros bautismos registrados por la Iglesia SUD en ese país. Pratt fue más tarde presidente de la Misión Mexicana con sede en la Ciudad de México de 1884 a 1887. Reemplazó a Anthony W. Ivins en este cargo y fue sucedido por Horace S. Cummings. Luego de su liberación se mudó a Colonia Dublán en Nuevo Casas Grandes, Chihuahua. También durante un tiempo fue propietario y residió en Cliff Ranch en las afueras de Cave Valley, Chihuahua. En 1895, cuando se organizó la Estaca Juárez en México, Pratt, junto con Henry Eyring, fue llamado a servir como uno de los consejeros del presidente Ivins, cargo que ocupó hasta 1908 cuando la estaca se reorganizó con el hijo de Pratt, Junius, como presidente.

## Familia
Pratt se casó por primera vez con Emeline Victoria Billingsly (1852-1910), en 1868. Luego se casó, como esposa plural, con la alemana Anna Johanna Dorothy ("Dora") Wilcken en Salt Lake City, Utah, el 20 de abril de 1874. En 1898, se casó con Bertha Christine Wilcken Stewart (1863-1947), la hermana menor de Dora. Dora y Bertha eran hijas de Carl Heinrich "Charles Henry" Wilcken y Eliza Christina Carolina Reiche. Eliza fue la primera de las cuatro esposas de Wilcken. Primero llegó a Utah como parte del Ejército de Johnston, pero luego se unió a La Iglesia de Jesucristo de los Santos de los Últimos Días.